# Graphiurus monardi
Graphiurus monardi är en däggdjursart som först beskrevs av St. Leger 1936.  Graphiurus monardi ingår i släktet Graphiurus och familjen sovmöss. IUCN kategoriserar arten globalt som otillräckligt studerad. Inga underarter finns listade i Catalogue of Life.
Denna sovmus förekommer i gränsområdet mellan Angola, Kongo-Kinshasa och Zambia. Arten vistas främst i fuktiga savanner.
Ett exemplar var utan svans 160 mm lång. Den långa pälsen på ovansidan har en gulbrun färg och dessutom är flera mörkbruna hår inblandade. Mörkast är ryggens topp. Det finns en tydlig gräns mot den krämfärgade undersidan som kan ha gråa nyanser. Liksom andra släktmedlemmar har arten en mörk ansiktsmask kring de stora ögonen. Huvudet kännetecknas dessutom av avrundade bruna öron, krämfärgade kinder och ibland av ljusa fläckar bakom öronen. På de krämfärgade bakfötterna kan det finnas ett mörkt streck. Graphiurus monardi har en gulbrun svans med lite ljusare undersida. Honor har två spenar på bröstet, två på buken och fyra vid ljumsken.
Individerna klättrar antagligen i buskar och träd.